# Mezoregion Nordeste Mato-Grossense

Mezoregion Nordeste Mato-Grossense

Mezoregion Nordeste Mato-Grossense – mezoregion w brazylijskim stanie Mato Grosso, skupia 25 gminy zgrupowanych w trzech mikroregionach. 

## Mikroregiony
- Canarana
- Médio Araguaia
- Norte Araguaia